# اشتفانسرید

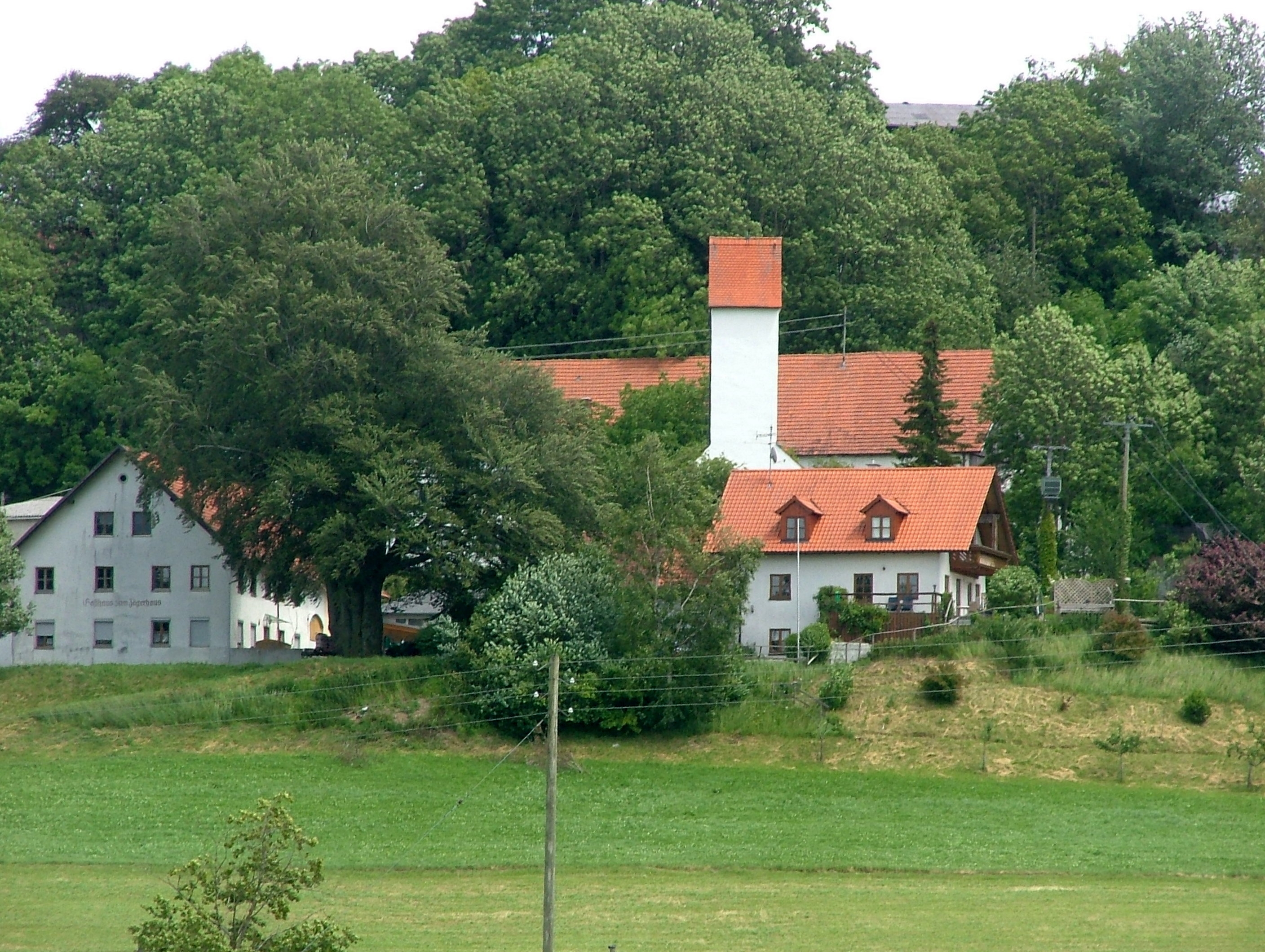
یک منطقهٔ مسکونی در آلمان

اشتفانسرید (به آلمانی: Stephansried) یک منطقهٔ مسکونی در آلمان است که در اوتوبویرن واقع شده‌است.